# Mehmed III Giray
Mehmed III Giray, född okänt år, död 1629, var Krimkhanatets khan 1623–1628. 